# 5 korpus armii Bośni i Hercegowiny
5. korpus Armii Bośni i Hercegowiny był jednym z siedmiu korpusów Armii Republiki Bośni i Hercegowiny. Formacja ta była rozmieszczona wokół miasta Bihać, celem ochrony przed siłami serbskimi. Korpus walczył też przeciwko wojskom muzułmańskim lojalnym Fikretowi Abdicowi, który współpracował z siłami serbskimi i chorwackimi. W ostatniej wojskowej akcji - Operacja Sana 95, korpus pokonał zwolenników Abdica i przywrócił kontrolę rządu nad kilkoma regionami Bośni.